# Mauricio Sánchez (luchador)
Mauricio Javier Sánchez Saltos (14 de mayo de 1993), es un luchador ecuatoriano de lucha libre. Ganó una medalla de bronce en los Juegos Suramericanos de 2014. Consiguió la medalla de bronce en el Campeonato Panamericano de 2016. Campeón Sudamericano de 2014 y 2015.